# Kyra Kyrklund
Kyra Kyrklund, né le 30 novembre 1951 à Helsinki, est une cavalière finlandaise de dressage. 
En 1990, elle devient vice-championne du monde aux premiers jeux équestres mondiaux à Stockholm. L'année suivante, en 1991, elle remporte la coupe du monde de dressage lors de la finale à Paris.